# Pierre-Jacques Goetghebuer
Pierre-Jacques Goetghebuer, né à Gand, comté de Flandre (Saint-Empire) en 1788 et décédé dans sa ville natale en 1866, est un architecte et graveur belge qui fut actif dans le royaume uni des Pays-Bas puis dans le royaume de Belgique.

## Carrière

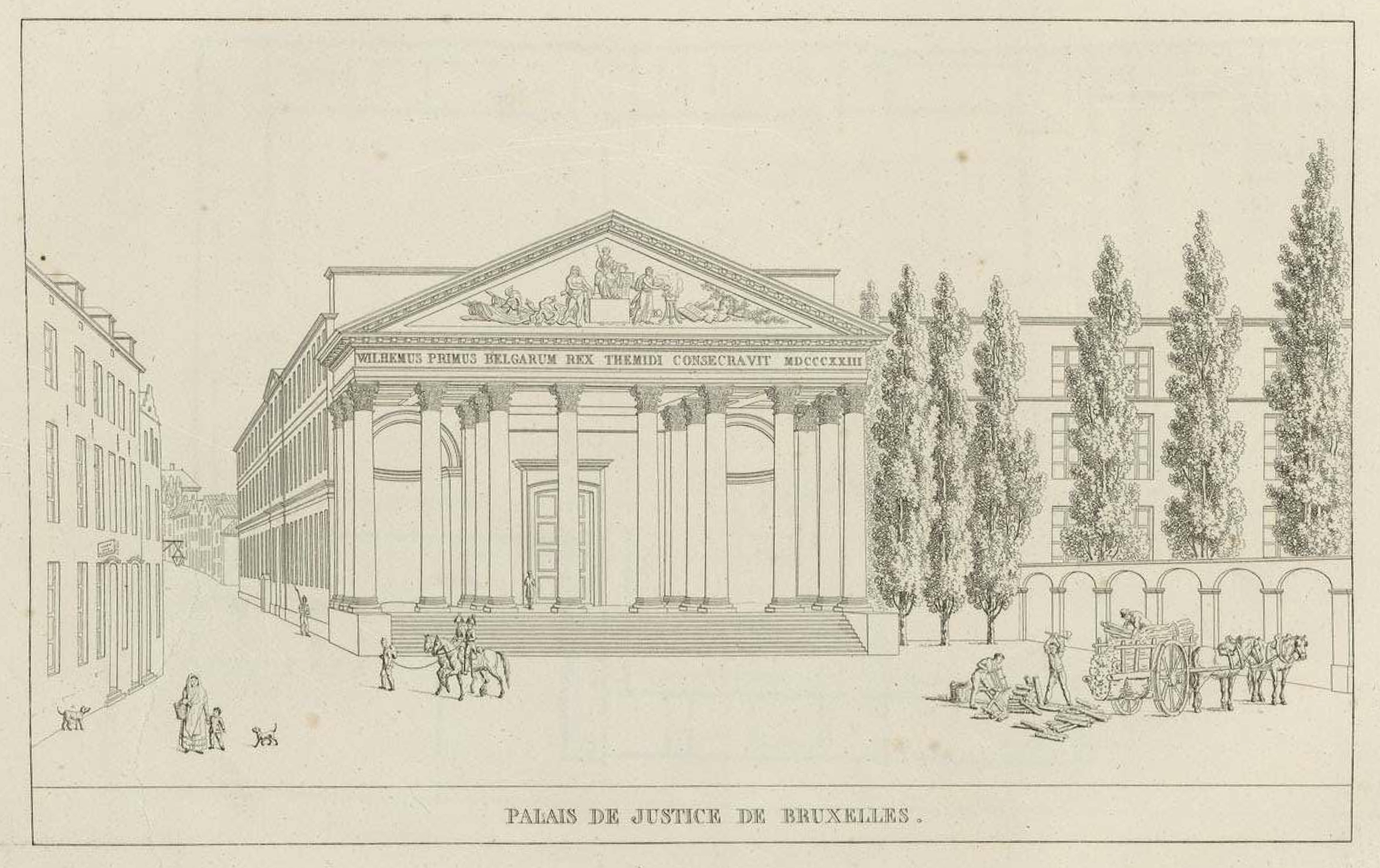
L'ancien palais de justice de Bruxelles, de l'architecte François Verly, aqua-tinta par Pierre-Jacques Goetghebuer

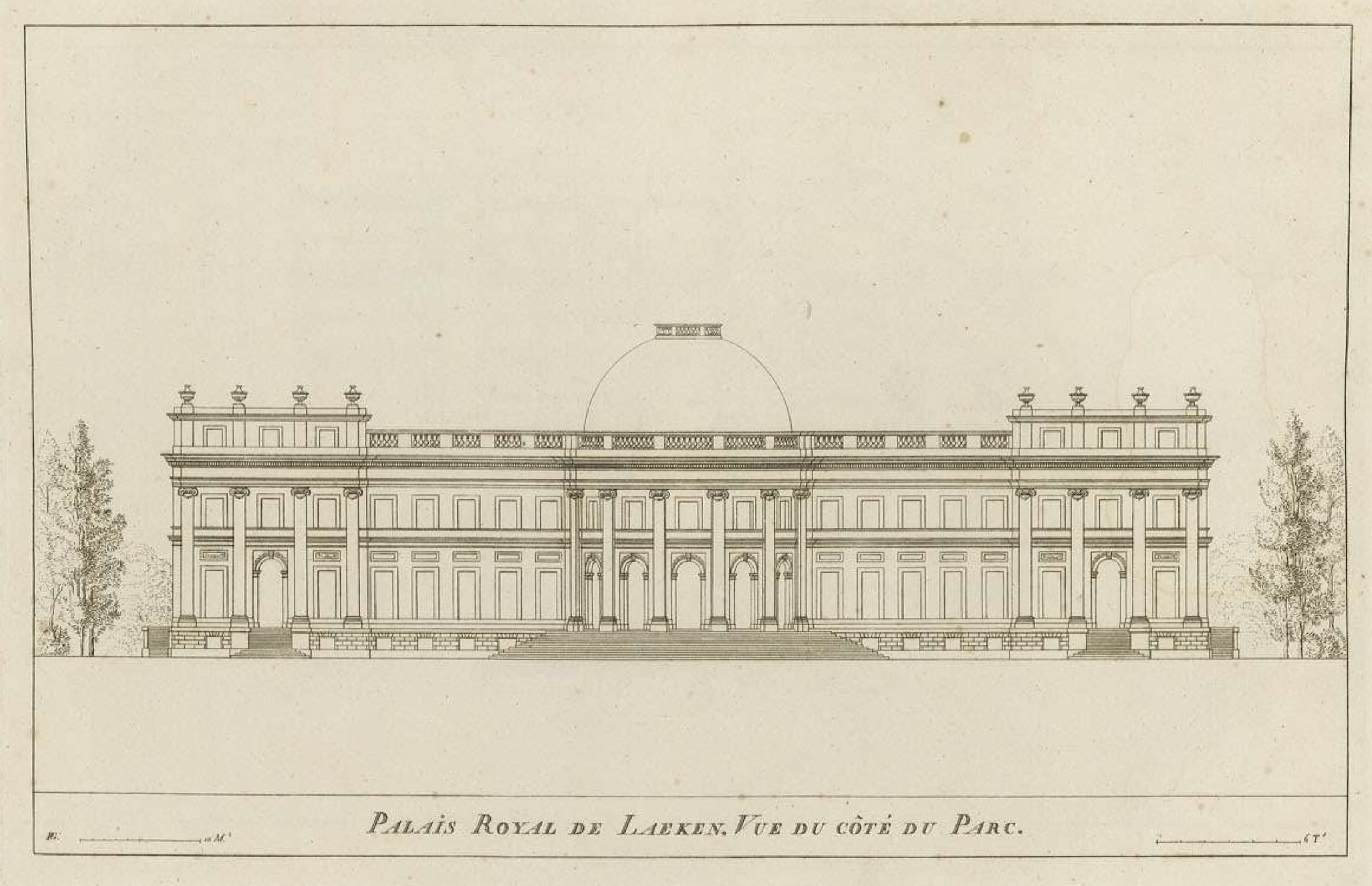
Château royal de Laeken, aqua-tinta par Pierre-Jacques Goetghebuer

Il est le fils de l'architecte gantois Jacques Goetghebuer (17 novembre 1760 - 2 mars 1825), membre de la Société des Beaux-Arts et de Littérature de Gand, dont il suivit les traces.
À côté de sa carrière de bâtisseur, il enseignait également sa science à l'Académie royale de dessin, peinture et architecture de Gand où il fut professeur d'architecture.
Alors qu'il est encore étudiant il fonda en 1808 la "Société des Arts", avec les architectes Louis Roelandt, Pierre-Jean de Broe, Emmanuel Bruno Quaetfaslem et J. de Vogelaere, le sculpteur Charles Cruysmans et les frères J. et Liévin De Bast. En 1816 la société changea de nom et devint la "Société royale des beaux-arts et de littérature de Gand".
Excellent dessinateur, il croqua de nombreux monuments architecturaux du royaume uni des Pays-Bas qu'il publia en 1827 sous forme de gravures à l'aqua-tinta (120) accompagnées de commentaires et de descriptions dans un ouvrage de qualité : Choix de monumens, édifices et maisons les plus remarquables du royaume des Pays-Bas. La publication fut rendue possible grâce à une souscription, dont la liste est publiée dans l'ouvrage et où apparaissent les noms de nombreuses personnalités du royaume uni des Pays-Bas. Ce livre eut également une édition en néerlandais.

## Œuvre architecturale
- Hôtel de la Poste, Place d'Armes à Gand.

## Publications
- Choix des monumens, édifices et maisons les plus remarquables du royaume des Pays-Bas, Gand, 1827. Lire en ligne.
- Verzameling der merkwaardigste gebouwen in het koningryk der Nederlanden, uit het Fransch vertaald door J. Haefken, Gand: A.B. Stéven, 1825.